# 苏格兰氏族

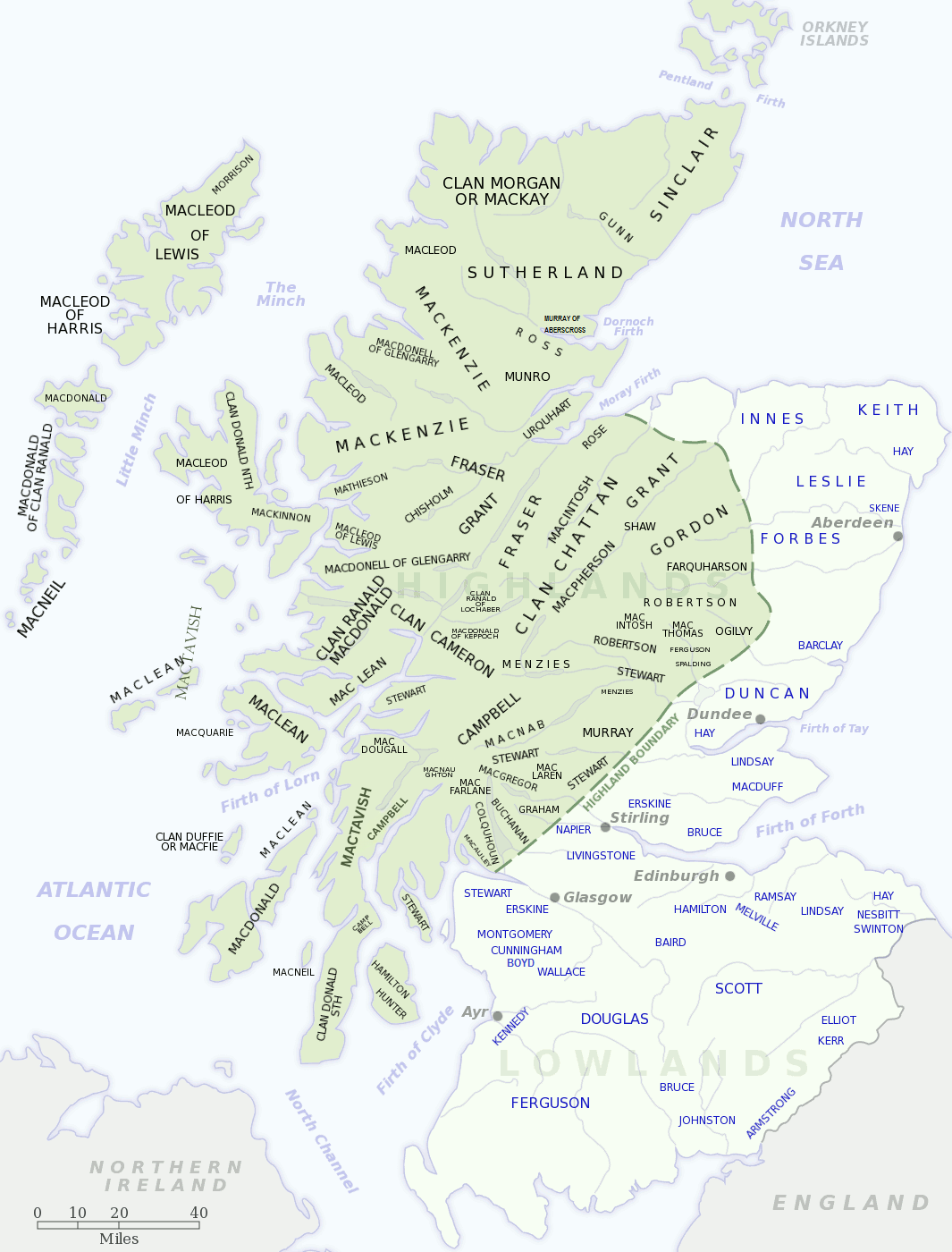
蘇格蘭氏族地圖

苏格兰氏族（clann，原意：子女、亲族）是苏格兰人中的一种亲属团体。通过氏族，成员可以获得共同的身份及血统认同。现代，苏格兰氏族具有官方地位，受到莱昂纹章官的承认。大部分氏族自19世纪起都有了自己的花呢格纹，在苏格兰裙等衣物上得以体现。
蘇格蘭各氏族間經常互相敵對，如坎貝爾氏族與唐納德氏族等。知名的蘇格蘭氏族包含坎貝爾氏族、道格拉斯氏族與漢密爾頓氏族。大約三成的蘇格蘭家族從屬於氏族組織。
1. ↑  DeBrohun, Diana. . Scottish American Insider. 2020-02-23  [2023-10-13]. （原始内容存档于2023-10-23） （美国英语）.